# 8 Out of 10 Cats
8 Out of 10 Cats är en brittiskt underhållnings- och komediserie som sänts sedan 2005. Den leds av komikern Jimmy Carr och sänds av Channel 4. Programmet går ut på att två lag får gissa utfallet av opinionsundersökningar om högt och lågt, dels utförda på Storbritanniens befolkning och dels på programmets studiopublik. Namnet kommer från en reklamslogan för kattmaten Whiskas, som påstod att åtta av tio katter föredrar den.
Lagen har varsin mer stadigvarande lagkapten, som är brittiska komiker, och lagen består sedan av två gäster i varje lag. Det delas ut poäng om de kan gissa rätt på frågor som "Vad har diskuterats mest i Storbritannien under veckan" eller "Är det sant att mer än 36% av studiopubliken tror på spöken?". Under frågorna gör lagkaptenerna och gästerna utvikningar runt ämnet.
Komikern Sean Lock var lagkapten mellan 2005 och 2015, de sista av dessa var komikern Jon Richardson lagkapten för det andra laget. Under 2012 firade Channel 4 trettio år och gjorde några specialprogram, där olika programformat slogs ihop. Bland annat slogs 8 out of 10 Cats samman med Countdown, ett program där tävlande ska bilda ord av nio slumpvisa bokstäver och räkna fram ett slumpvist heltal med sex slumpvist valda siffror. Specialprogrammet kallades 8 Out of 10 Cats does Countdown och Jimmy Carr programledde med Sean Lock och Jon Richardson som lagkaptener. Kvar från Countdown var lexikograf Susie Dent och matematikern Rachel Riley. Specialprogrammet blev en succé och har sedan dess blivit en egen serie. Sean Lock och Jon Richardson lämnade båda 8 Out of 10 Cats för spinoffen från och med 2016.
I 8 Out of 10 Cats tog Rob Becket över efter Sean Lock och Aisling Bea ersatte Jon Richardson. Senare har Rob Becket haft olika motståndarlagkaptener i varje avsnitt, men sedan 2020 har Katherine Ryan tagit över.